# فهرست پرچم‌های حکومت‌های شیعه

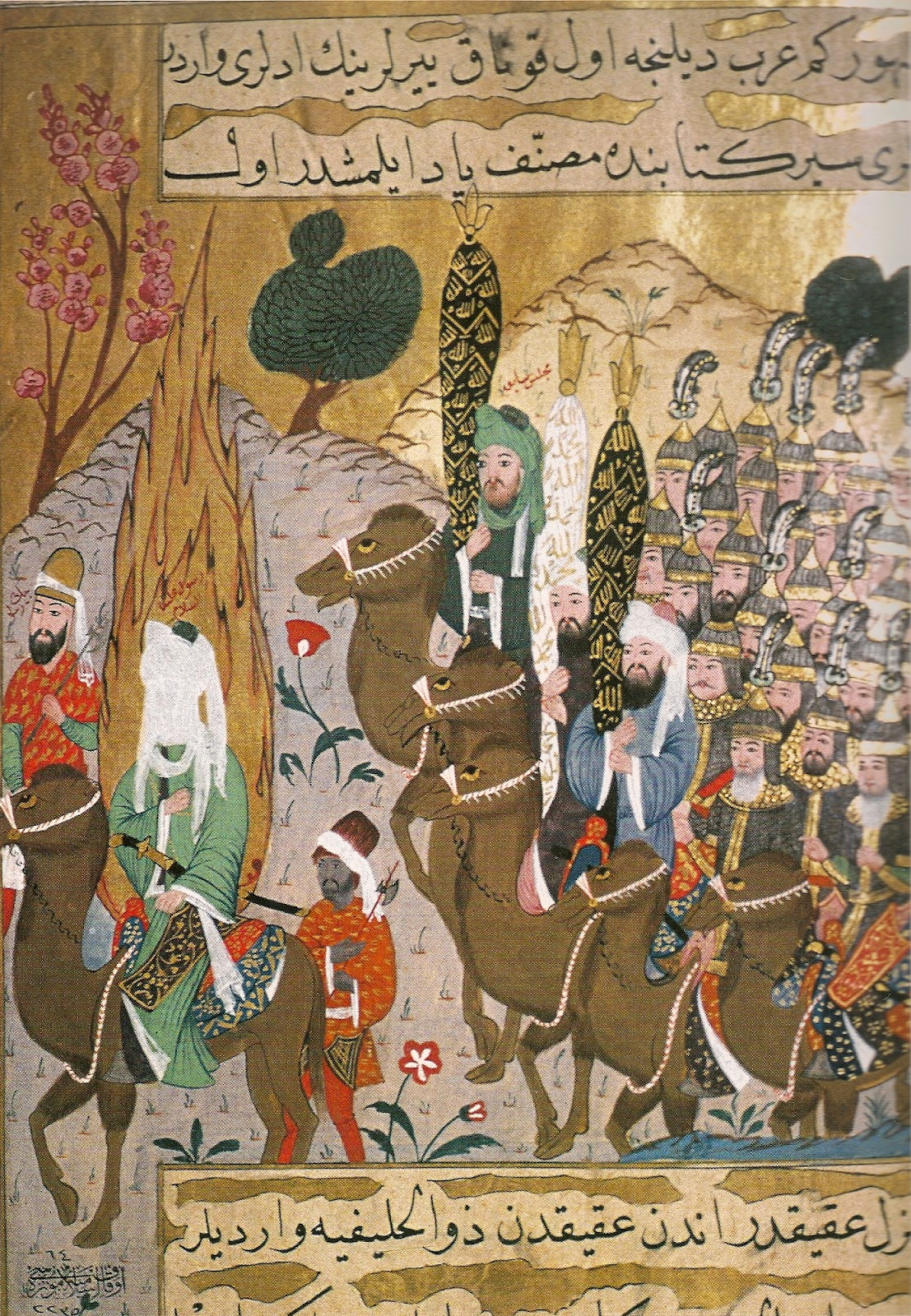
مینیاتوری از حرکت پیامبر اسلام برای فتح مکه که در آن برخی از سپاهیان علم و پرچم به دست دارند

پرچم که با نام‌های درفش، علم، رایت و بیرق نیز شناخته می‌شد، نمادی است برای اقوام، ملت‌ها و دولت‌ها که برای نشان حاکمیت، از اهمیت ویژه‌ای برخوردار است. در سابق، روسای قبیله، مأموران عالیرتبه دولت، فرماندهان نظامی، دسته‌های نظامی، کشتی‌های جنگی، اصناف و سازمان‌های دینی و اجتماعی پرچم به‌خصوص خود را داشتند.
در فهرست ذیل برخی دولت‌ها با دین رسمی شیعه و برخی دیگر مناطق با مردم اکثریت شیعه هستند.

## تاریخچه پرچم در اسلام
بر اساس گزارش‌های تاریخی، ترک‌ها پیش از اسلام دارای نمادهای حقوقی همچون توغ و پرچم بودند. قبایل عرب و ایرانیان نیز پیش از اسلام دارای پرچم بودند. با این وجود پس از ظهور اسلام و خصوصاً پس از عصر خلفای اسلامی، رسم استفاده از پرچم رواج بسیاری گرفت. به گزارش مورخان، پیامبر اسلام در تمام غزوات خود از لوا و رایت (پرچم) استفاده می‌کرد. استفاده از پرچم‌های مختلف در رنگ و نوع متفاوت، در عصر امویان و عباسیان رواج یافت. در دوره پس از اسلام، از پرچم با عناوینی چون علم، رایت، عصابه، شطفه، طراده، مطرد، علامت، بند و عقده یاد شده‌است. شیعیان در مقابل عباسیان با رنگ سیاه و امویان با رنگ سفید، رنگ سبز را به عنوان نماد خویش انتخاب می‌کردند. علاوه بر رنگ که مهمترین وجه تمایز پرچم‌ها به حساب می‌آمد، برخی نقوش بر روی پرچم نیز از اهمیت بالایی برخوردار بود.
پرچم در جهان اسلام معاصر، با توجه به استعمار اروپایی که تأثیر زیادی بر تقویت ملی‌گرایی در کشورهای اسلامی کرده‌است، از اهمیت بیشتری نسبت به گذشته برخوردار شد. در دوره معاصر، شکل و ترکیب و حتی رنگ پرچم‌ها، از وضع اقلیمی، نمادهای تاریخی و فرهنگی و همین‌طور علایق سیاسی و دینی آن کشور گزارش می‌داد. نقش ستاره در پرچم‌های اسلامی کاربرد بسیاری داشته‌است. هلال دیگر نماد استفاده شده در پرچم‌های اسلامی بود که به نوعی نماد اسلام شناخته می‌شد. ترکیب هلال و ستاره، به عنوان نماد صلح و زندگی و در گذشته به عنوان نماد پیروزی شناخته می‌شود. در ایران و پس از انتخاب تشیع به عنوان مذهب رسمی ایران توسط حکومت صفوی، علامت شیر و خورشید به عنوان نماد شیعه در این کشور شناخته شد.

## پرچم‌های ملی (رسمی) حکومت‌های شیعه
| ر  | پرچم | نام حکومت تاریخ سلطنت                   | حکومت پیشین پسین | جغرافیا پایتخت                             | توضیح | منبع                                                           |
| -- | ---- | --------------------------------------- | --- | ------------------------------------------ | --- | -------------------------------------------------------------- |
| ۱  |      | ادریسیان (۷۸۸–۹۷۴ م)                    | خلافت عباسیان خلافت قرطبه                                                                                                 | مراکش فاس-ولیلی                            | سلسله ادریسیان که از ۷۸۸ میلادی در مراکش شکل گرفتند، با مهاجرت اعراب قدرت روزافزونی کسب کردند. | [ ۲ ] [ ۳ ] [ ۴ ]                                              |
| ۲  |      | خلافت فاطمیان (۹۰۹–۱۱۷۱ م)              | خلافت عباسیان، اغلبیان، آل اخشید، رستمیان ایوبیان، اوتریمیر، امارت سیسیل، زیریان، دودمان حمادی، امپراتوری سلجوقی، صلیحیان | تونس - مصر رقاده - مهدیه - منصوریه - قاهره | ابوعبدالله محمد بن علی بن حماد، مورخ مغربی در گزارشی می‌نویسد که اسماعیل منصور بالله از خلفای فاطمی، در جنگ با ابویزید مخلد بن کیراد، با پرچمی سبز رنگ به میدان آمده بود. | [ ۵ ]                                                          |
| ۳  |      | خلافت فاطمیان (۹۰۹–۱۱۷۱ م)              | خلافت عباسیان، اغلبیان، آل اخشید، رستمیان ایوبیان، اوتریمیر، امارت سیسیل، زیریان، دودمان حمادی، امپراتوری سلجوقی، صلیحیان | تونس - مصر رقاده - مهدیه - منصوریه - قاهره | در برخی منابع، پرچم فاطمیان را سفید گزارش شده‌است تا در مقابل پرچم مشکی عباسیان قرار گیرد. | [ ۶ ]                                                          |
| ۴  |      | حکومت متوکلین یمن (۱۹۱۸–۱۹۶۲ م)         | امیرنشین حائل و ولایت یمن جمهوری عربی یمن                                                                                 | یمن صنعا                                   | پرچم متوکلیان در بین سال‌های ۱۹۱۸ تا ۱۹۲۳ پرچمی قرمز رنگ بوده‌است. پس از آن در سال ۱۹۲۳ عبارت لا اله الله الله محمد رسول‌الله بر روی پرچم نقش می‌بندد. این پرچم تا سال ۱۹۲۷ مورد استفاده قرار می‌گیرد تا آنکه در ۱۹۲۷، عبارت عربی حذف و به جای آن یک شمشیر به همراه ۵ ستاره در ۴ گوشه و وسط در وسط پرچم قرمز نقش می‌بندد. این پرچم تا پایان حکومت متوکلین بر یمن، مورد استفاده قرار خواهد گرفت. | [ ۷ ] [ ۸ ] [ ۹ ] [ ۱۰ ] [ ۱۱ ]                                |
| ۵  |      | حکومت متوکلین یمن (۱۹۱۸–۱۹۶۲ م)         | امیرنشین حائل و ولایت یمن جمهوری عربی یمن                                                                                 | یمن صنعا                                   | پرچم متوکلیان در بین سال‌های ۱۹۱۸ تا ۱۹۲۳ پرچمی قرمز رنگ بوده‌است. پس از آن در سال ۱۹۲۳ عبارت لا اله الله الله محمد رسول‌الله بر روی پرچم نقش می‌بندد. این پرچم تا سال ۱۹۲۷ مورد استفاده قرار می‌گیرد تا آنکه در ۱۹۲۷، عبارت عربی حذف و به جای آن یک شمشیر به همراه ۵ ستاره در ۴ گوشه و وسط در وسط پرچم قرمز نقش می‌بندد. این پرچم تا پایان حکومت متوکلین بر یمن، مورد استفاده قرار خواهد گرفت. | [ ۷ ] [ ۸ ] [ ۹ ] [ ۱۰ ] [ ۱۱ ]                                |
| ۶  |      | حکومت متوکلین یمن (۱۹۱۸–۱۹۶۲ م)         | امیرنشین حائل و ولایت یمن جمهوری عربی یمن                                                                                 | یمن صنعا                                   | پرچم متوکلیان در بین سال‌های ۱۹۱۸ تا ۱۹۲۳ پرچمی قرمز رنگ بوده‌است. پس از آن در سال ۱۹۲۳ عبارت لا اله الله الله محمد رسول‌الله بر روی پرچم نقش می‌بندد. این پرچم تا سال ۱۹۲۷ مورد استفاده قرار می‌گیرد تا آنکه در ۱۹۲۷، عبارت عربی حذف و به جای آن یک شمشیر به همراه ۵ ستاره در ۴ گوشه و وسط در وسط پرچم قرمز نقش می‌بندد. این پرچم تا پایان حکومت متوکلین بر یمن، مورد استفاده قرار خواهد گرفت. | [ ۷ ] [ ۸ ] [ ۹ ] [ ۱۰ ] [ ۱۱ ]                                |
| ۷  |      | حکومت جبل العلویین (۱۹۲۰–۱۹۳۶)          | اداره سرزمین دشمن اشغال شده جمهوری سوریه (۱۹۳۰-۱۹۵۸)                                                                      | سوریه لاذقیه                               | این حکومت که زیرنظر استعمارگری فرانسه اداره می‌شد، بعدها تبدیل به جمهوری سوریه شد. پرچم این کشور از سه گوشه قرمز، پس زمینه سفید، ستاره ای طلایی در وسط و پرچم فرانسه در سمت چپ و بالا شکل گرفته‌است. | [ ۱۲ ] [ ۱۳ ] [ ۱۴ ]                                           |
| ۹  |      | صفویان (۱۵۰۱–۱۷۳۶ م)                    | امپراتوری تیموری، آق‌قویونلو، مرعشیان، پادوسبانیان، اتابکان لر کوچک هوتکیان، افشاریان                                      | ایران تبریز، قزوین، اصفهان                 | پرچم صفویان در عصر شاه اسماعیل اول (سلطنت بین ۱۵۰۱–۱۵۲۴ میلادی) | [ ۱۵ ] [ ۱۶ ] [ ۱۷ ] [ ۱۸ ]                                    |
| ۱۰ |      | صفویان (۱۵۰۱–۱۷۳۶ م)                    | امپراتوری تیموری، آق‌قویونلو، مرعشیان، پادوسبانیان، اتابکان لر کوچک هوتکیان، افشاریان                                      | ایران تبریز، قزوین، اصفهان                 | پرچم صفویان در عصر شاه طهماسب یکم (سلطنت بین ۱۵۲۴–۱۵۷۶ میلادی) | [ ۱۵ ] [ ۱۶ ] [ ۱۷ ] [ ۱۸ ]                                    |
| ۱۱ |      | صفویان (۱۵۰۱–۱۷۳۶ م)                    | امپراتوری تیموری، آق‌قویونلو، مرعشیان، پادوسبانیان، اتابکان لر کوچک هوتکیان، افشاریان                                      | ایران تبریز، قزوین، اصفهان                 | پرچم صفویان در عصر شاه اسماعیل دوم (سلطنت بین ۱۵۷۶–۱۷۳۲ میلادی) شیر خورشید، اولین بار به توصیه و طراحی شاه اسماعیل دوم بر نقشه ایران نقش بست. | [ ۱۵ ] [ ۱۶ ] [ ۱۷ ] [ ۱۸ ]                                    |
| ۱۲ |      | افشاریان (۱۷۳۶–۱۷۹۶ م)                  | ایران صفوی، هوتکیان ایران قاجاری، درانی، زندیان، خانات آذربایجان ایران                                                    | ایران مشهد                                 | پرچم رسمی ایران در عصر نادرشاه افشار (سلطنت بین ۱۷۳۶–۱۷۴۷ میلادی)، نماد شیر و خورشید در این پرچم حفظ شده‌است اما رنگ سبز که نماد صفویه محسوب می‌شد، به فرمان نادر از پرچم حذف شد و رنگ زرد و قرمز تغییر یافت. با این وجود به باور برخی، وجود شیر و خورشید بر روی پرچم نادرشاه افشار، محل تردید است و منبع معتبری به توصیف آن نپرداخته‌است. در مقابل، برخی منابع پرچم نادر را سه گوش و ترکیب رنگی از قرمز، سفید، آبی و به نقل برخی زرد دانسته‌اند. برخی منابع در سه گوش بودن یا چهارگوش بودن پرچم نادرشاه افشار نیز احتمالاتی را مطرح کرده‌اند. | [ ۱۵ ] [ ۱۹ ] [ ۲۰ ] [ ۲۱ ] [ ۲۲ ] [ ۲۳ ] [ ۲۴ ] [ ۲۵ ] [ ۲۶ ] |
| ۱۳ |      | افشاریان (۱۷۳۶–۱۷۹۶ م)                  | ایران صفوی، هوتکیان ایران قاجاری، درانی، زندیان، خانات آذربایجان ایران                                                    | ایران مشهد                                 | پرچم رسمی ایران در عصر نادرشاه افشار (سلطنت بین ۱۷۳۶–۱۷۴۷ میلادی)، نماد شیر و خورشید در این پرچم حفظ شده‌است اما رنگ سبز که نماد صفویه محسوب می‌شد، به فرمان نادر از پرچم حذف شد و رنگ زرد و قرمز تغییر یافت. با این وجود به باور برخی، وجود شیر و خورشید بر روی پرچم نادرشاه افشار، محل تردید است و منبع معتبری به توصیف آن نپرداخته‌است. در مقابل، برخی منابع پرچم نادر را سه گوش و ترکیب رنگی از قرمز، سفید، آبی و به نقل برخی زرد دانسته‌اند. برخی منابع در سه گوش بودن یا چهارگوش بودن پرچم نادرشاه افشار نیز احتمالاتی را مطرح کرده‌اند. | [ ۱۵ ] [ ۱۹ ] [ ۲۰ ] [ ۲۱ ] [ ۲۲ ] [ ۲۳ ] [ ۲۴ ] [ ۲۵ ] [ ۲۶ ] |
| ۱۴ |      | افشاریان (۱۷۳۶–۱۷۹۶ م)                  | ایران صفوی، هوتکیان ایران قاجاری، درانی، زندیان، خانات آذربایجان ایران                                                    | ایران مشهد                                 | پرچم رسمی ایران در عصر نادرشاه افشار (سلطنت بین ۱۷۳۶–۱۷۴۷ میلادی)، نماد شیر و خورشید در این پرچم حفظ شده‌است اما رنگ سبز که نماد صفویه محسوب می‌شد، به فرمان نادر از پرچم حذف شد و رنگ زرد و قرمز تغییر یافت. با این وجود به باور برخی، وجود شیر و خورشید بر روی پرچم نادرشاه افشار، محل تردید است و منبع معتبری به توصیف آن نپرداخته‌است. در مقابل، برخی منابع پرچم نادر را سه گوش و ترکیب رنگی از قرمز، سفید، آبی و به نقل برخی زرد دانسته‌اند. برخی منابع در سه گوش بودن یا چهارگوش بودن پرچم نادرشاه افشار نیز احتمالاتی را مطرح کرده‌اند. | [ ۱۵ ] [ ۱۹ ] [ ۲۰ ] [ ۲۱ ] [ ۲۲ ] [ ۲۳ ] [ ۲۴ ] [ ۲۵ ] [ ۲۶ ] |
| ۱۵ |      | افشاریان (۱۷۳۶–۱۷۹۶ م)                  | ایران صفوی، هوتکیان ایران قاجاری، درانی، زندیان، خانات آذربایجان ایران                                                    | ایران مشهد                                 | پرچم ایران به سال ۱۷۴۷ میلادی تغییر می‌کند. پرچم جدید تا سال ۱۷۶۰ همچنان پرچم رسمی ایران بود. این پرچم در حکومت‌های عادل‌شاه، ابراهیم‌شاه و شاهرخ‌شاه افشار مورد استفاده قرار گرفته‌است. | [ ۱۵ ] [ ۱۹ ]                                                  |
| ۱۶ |      | زندیه (۱۷۵۰–۱۷۹۶ م)                     | افشاریان قاجار | ایران شیراز، تهران، اصفهان، کرمان          | منابع برای حکومت زندیان تنها یک پرچم با رنگ‌های سفید و سبز گزارش کرده‌اند. وجود شیر و خورشید روی پرچم زند محل تردید قرار گرفته‌است با این حال، وجود علامت شیر و خورشید بر روی سنگ قبر برخی از سربازان زندی، دلیل و گواهی از علامت بودن شیر و خورشید در این حکومت بوده‌است. | [ ۱۵ ] [ ۲۷ ] [ ۲۸ ] [ ۲۹ ]                                    |
| ۱۷ |      | قاجاریه (۱۷۹۴–۱۹۲۵ م)                   | زندیه، پادشاهی کارتلی-کاختی، افشاریان، امپراتوری درانی، خانات آذربایجان ایران دودمان پهلوی، امپراتوری روسیه               | ایران تهران                                | آقامحمدخان قاجار (سلطنت بین ۱۷۹۶–۱۷۹۷ م) مؤسس قاجاریه، به جهت دشمنی با نادرشاه، پرچم نادری را تغییر اساسی داد و در رنگی قرمز دایره‌ای سفید طراحی کرد که شیر و خورشید به عنوان نماد ایران در آن قرار گرفت. در این دوره، یک شمشیر به دست شیر داده شد. | [ ۱۵ ] [ ۳۰ ] [ ۳۱ ]                                           |
| ۱۸ |      | قاجاریه (۱۷۹۴–۱۹۲۵ م)                   | زندیه، پادشاهی کارتلی-کاختی، افشاریان، امپراتوری درانی، خانات آذربایجان ایران دودمان پهلوی، امپراتوری روسیه               | ایران تهران                                | در عصر فتحعلی شاه (سلطنت بین ۱۷۹۷–۱۸۳۴ م) پرچم ملی ایران دچار تغییراتی شد؛ اولین تغییر، دایره وسط حذف و شیر نشسته طراحی شد. | [ ۱۵ ]                                                         |
| ۱۹ |      | قاجاریه (۱۷۹۴–۱۹۲۵ م)                   | زندیه، پادشاهی کارتلی-کاختی، افشاریان، امپراتوری درانی، خانات آذربایجان ایران دودمان پهلوی، امپراتوری روسیه               | ایران تهران                                | تغییر پرچم ایران که با عنوان پرچم صلح فتحعلی شاه شناخته می‌شود. نکته حائز اهمیت، حضور شمشیر در پرچم صلح است. | [ ۱۵ ]                                                         |
| ۲۰ |      | قاجاریه (۱۷۹۴–۱۹۲۵ م)                   | زندیه، پادشاهی کارتلی-کاختی، افشاریان، امپراتوری درانی، خانات آذربایجان ایران دودمان پهلوی، امپراتوری روسیه               | ایران تهران                                | پرچم ایران در عصر محمد شاه قاجار (سلطنت بین ۱۸۳۴–۱۸۴۸ م) | [ ۳۲ ]                                                         |
| ۲۱ |      | قاجاریه (۱۷۹۴–۱۹۲۵ م)                   | زندیه، پادشاهی کارتلی-کاختی، افشاریان، امپراتوری درانی، خانات آذربایجان ایران دودمان پهلوی، امپراتوری روسیه               | ایران تهران                                | پرچم ایران پس از مرگ محمدشاه و به پیشنهاد و طراحی امیرکبیر در عصر ناصرالدین شاه (سلطنت بین ۱۸۴۸–۱۸۹۶ م) تغییر یافت. در این تغییر، امیرکبیر دو رنگ سبز و قرمز را که نماد صفویه و افشاریه بود را به پرچم افزود. | [ ۱۵ ] [ ۳۳ ] [ ۳۴ ]                                           |
| ۲۳ |      | قاجاریه (۱۷۹۴–۱۹۲۵ م)                   | زندیه، پادشاهی کارتلی-کاختی، افشاریان، امپراتوری درانی، خانات آذربایجان ایران دودمان پهلوی، امپراتوری روسیه               | ایران تهران                                | بر اساس پژوهش‌های صورت گرفته بر روی ابنیه تاریخی، در اواخر سلطنت ناصرالدین شاه، شکل پرچم تغییراتی داشته‌است. | [ ۳۵ ]                                                         |
| ۲۲ |      | قاجاریه (۱۷۹۴–۱۹۲۵ م)                   | زندیه، پادشاهی کارتلی-کاختی، افشاریان، امپراتوری درانی، خانات آذربایجان ایران دودمان پهلوی، امپراتوری روسیه               | ایران تهران                                | در خصوص پرچم ایران در عصر ناصرالدین شاه و مظفرالدین شاه، خصوصاً پس از عزل و مرگ امیرکبیر، اجماع دقیقی وجود ندارد؛ آنطور که از برخی گزارش‌ها مشخص می‌شود، پرچم ایران در این دوره واحد نبوده‌است و در هر منطقه‌ای به شکلی مرسوم بوده‌است. براساس گزارش‌ها منابع، ناصرالدین شاه از پرچمی سفید با شیر و خورشید و نواری سبز به دور آن، در غرفه ایران در نمایشگاه جهانی ۱۸۷۸ م در پاریس استفاده کرده‌است. همین‌طور پرچمی سرخ رنگ با شیر خورشید و تاج بر بالای آن، دیگر پرچمی است که در برخی نقاشی‌های مربوط به سفر شاه به بریتانیا موجود است. پرچم سفید با حاشیه‌های قرمز و سبز بدون علامت شیر و خورشید، پس از مشروطیت پیشنهاد شد که دوام چندانی نداشت و سریعاً و پس از متمم قانون اساسی مشروطه تغییر یافت به همان شیر و خورشید سابق که ناصرالدین شاه آخرین بار آن را پرچم ملی ایران اعلام کرد. پس از آن پرچم سفید با نوار سبز و قرمز با شیر و خورشید به همراه تاج، به عنوان پرچم دولت ایران تصویب مجلس مشروطه شد. | [ ۳۶ ] [ ۳۵ ] [ ۳۷ ] [ ۳۸ ] [ ۳۹ ] [ ۴۰ ]                      |
| ۲۴ |      | قاجاریه (۱۷۹۴–۱۹۲۵ م)                   | زندیه، پادشاهی کارتلی-کاختی، افشاریان، امپراتوری درانی، خانات آذربایجان ایران دودمان پهلوی، امپراتوری روسیه               | ایران تهران                                | در خصوص پرچم ایران در عصر ناصرالدین شاه و مظفرالدین شاه، خصوصاً پس از عزل و مرگ امیرکبیر، اجماع دقیقی وجود ندارد؛ آنطور که از برخی گزارش‌ها مشخص می‌شود، پرچم ایران در این دوره واحد نبوده‌است و در هر منطقه‌ای به شکلی مرسوم بوده‌است. براساس گزارش‌ها منابع، ناصرالدین شاه از پرچمی سفید با شیر و خورشید و نواری سبز به دور آن، در غرفه ایران در نمایشگاه جهانی ۱۸۷۸ م در پاریس استفاده کرده‌است. همین‌طور پرچمی سرخ رنگ با شیر خورشید و تاج بر بالای آن، دیگر پرچمی است که در برخی نقاشی‌های مربوط به سفر شاه به بریتانیا موجود است. پرچم سفید با حاشیه‌های قرمز و سبز بدون علامت شیر و خورشید، پس از مشروطیت پیشنهاد شد که دوام چندانی نداشت و سریعاً و پس از متمم قانون اساسی مشروطه تغییر یافت به همان شیر و خورشید سابق که ناصرالدین شاه آخرین بار آن را پرچم ملی ایران اعلام کرد. پس از آن پرچم سفید با نوار سبز و قرمز با شیر و خورشید به همراه تاج، به عنوان پرچم دولت ایران تصویب مجلس مشروطه شد. | [ ۳۶ ] [ ۳۵ ] [ ۳۷ ] [ ۳۸ ] [ ۳۹ ] [ ۴۰ ]                      |
| ۲۵ |      | قاجاریه (۱۷۹۴–۱۹۲۵ م)                   | زندیه، پادشاهی کارتلی-کاختی، افشاریان، امپراتوری درانی، خانات آذربایجان ایران دودمان پهلوی، امپراتوری روسیه               | ایران تهران                                | در خصوص پرچم ایران در عصر ناصرالدین شاه و مظفرالدین شاه، خصوصاً پس از عزل و مرگ امیرکبیر، اجماع دقیقی وجود ندارد؛ آنطور که از برخی گزارش‌ها مشخص می‌شود، پرچم ایران در این دوره واحد نبوده‌است و در هر منطقه‌ای به شکلی مرسوم بوده‌است. براساس گزارش‌ها منابع، ناصرالدین شاه از پرچمی سفید با شیر و خورشید و نواری سبز به دور آن، در غرفه ایران در نمایشگاه جهانی ۱۸۷۸ م در پاریس استفاده کرده‌است. همین‌طور پرچمی سرخ رنگ با شیر خورشید و تاج بر بالای آن، دیگر پرچمی است که در برخی نقاشی‌های مربوط به سفر شاه به بریتانیا موجود است. پرچم سفید با حاشیه‌های قرمز و سبز بدون علامت شیر و خورشید، پس از مشروطیت پیشنهاد شد که دوام چندانی نداشت و سریعاً و پس از متمم قانون اساسی مشروطه تغییر یافت به همان شیر و خورشید سابق که ناصرالدین شاه آخرین بار آن را پرچم ملی ایران اعلام کرد. پس از آن پرچم سفید با نوار سبز و قرمز با شیر و خورشید به همراه تاج، به عنوان پرچم دولت ایران تصویب مجلس مشروطه شد. | [ ۳۶ ] [ ۳۵ ] [ ۳۷ ] [ ۳۸ ] [ ۳۹ ] [ ۴۰ ]                      |
| ۲۶ |      | مشترک میان قاجار و پهلوی                | متذکر در بالا و پایین | متذکر در بالا و پایین                      | در کتاب «پرچم‌های جهان» نشر «جامعهٔ جغرافیایی ملی» ایالات متحدهٔ آمریکا، پرچم‌های دوره احمدشاه قاجار با کمی اختلاف رنگ گزارش شده‌اند. همین پرچم‌ها پس از انقراض قاجار، در عصر رضا شاه پهلوی تا سال ۱۹۳۳ مورد استفاده قرار گرفت. | [ ۴۱ ] [ ۴۲ ]                                                  |
| ۲۷ |      | مشترک میان قاجار و پهلوی                | متذکر در بالا و پایین | متذکر در بالا و پایین                      | در کتاب «پرچم‌های جهان» نشر «جامعهٔ جغرافیایی ملی» ایالات متحدهٔ آمریکا، پرچم‌های دوره احمدشاه قاجار با کمی اختلاف رنگ گزارش شده‌اند. همین پرچم‌ها پس از انقراض قاجار، در عصر رضا شاه پهلوی تا سال ۱۹۳۳ مورد استفاده قرار گرفت. | [ ۴۱ ] [ ۴۲ ]                                                  |
| ۲۸ |      | پهلوی (۱۹۲۶–۱۹۷۹ م)                     | ایران قاجاری دولت موقت ایران، نظام جمهوری اسلامی ایران                                                                    | ایران تهران                                | حکومت پهلوی سه پرچم با همان ویژگی‌های مندرج در متمم قانون اساسی مشروطه را برای حکومت خویش در نظر گرفت، از این سه پرچم، یکی به عنوان پرچم دولتی با سه رنگ سبز در بالا، سفید در میانه و قرمز در انتها و با ضخامت‌های برابر، به همراه علامت تصحیح شده شیر و خورشید در خط سفید میانه می‌باشد. پرچم دیگر، بدون علامت شیر و خورشید و با ویژگی‌های پرچم سابق است که به عنوان پرچم مدنی شناخته می‌شود. دیگر پرچم، پرچم نظامی است که علاوه بر علامت شیر و خورشید، نشانه‌های دیگری چون تاج، شاخه زیتون و شاخه بلوط را نیز شامل می‌شود. | [ ۴۲ ] [ ۴۳ ]                                                  |
| ۲۹ |      | پهلوی (۱۹۲۶–۱۹۷۹ م)                     | ایران قاجاری دولت موقت ایران، نظام جمهوری اسلامی ایران                                                                    | ایران تهران                                | حکومت پهلوی سه پرچم با همان ویژگی‌های مندرج در متمم قانون اساسی مشروطه را برای حکومت خویش در نظر گرفت، از این سه پرچم، یکی به عنوان پرچم دولتی با سه رنگ سبز در بالا، سفید در میانه و قرمز در انتها و با ضخامت‌های برابر، به همراه علامت تصحیح شده شیر و خورشید در خط سفید میانه می‌باشد. پرچم دیگر، بدون علامت شیر و خورشید و با ویژگی‌های پرچم سابق است که به عنوان پرچم مدنی شناخته می‌شود. دیگر پرچم، پرچم نظامی است که علاوه بر علامت شیر و خورشید، نشانه‌های دیگری چون تاج، شاخه زیتون و شاخه بلوط را نیز شامل می‌شود. | [ ۴۲ ] [ ۴۳ ]                                                  |
| ۳۱ |      | پهلوی (۱۹۲۶–۱۹۷۹ م)                     | ایران قاجاری دولت موقت ایران، نظام جمهوری اسلامی ایران                                                                    | ایران تهران                                | حکومت پهلوی سه پرچم با همان ویژگی‌های مندرج در متمم قانون اساسی مشروطه را برای حکومت خویش در نظر گرفت، از این سه پرچم، یکی به عنوان پرچم دولتی با سه رنگ سبز در بالا، سفید در میانه و قرمز در انتها و با ضخامت‌های برابر، به همراه علامت تصحیح شده شیر و خورشید در خط سفید میانه می‌باشد. پرچم دیگر، بدون علامت شیر و خورشید و با ویژگی‌های پرچم سابق است که به عنوان پرچم مدنی شناخته می‌شود. دیگر پرچم، پرچم نظامی است که علاوه بر علامت شیر و خورشید، نشانه‌های دیگری چون تاج، شاخه زیتون و شاخه بلوط را نیز شامل می‌شود. | [ ۴۲ ] [ ۴۳ ]                                                  |
| ۳۳ |      | جمهوری اسلامی ایران (۱۹۷۹ م)            | دودمان پهلوی بر سر کار | ایران تهران                                | در ابتدای انقلاب اسلامی ایران، از پرچم شیر و خورشید پهلوی استفاده می‌شد تا آنکه به دستور روح‌الله خمینی -رهبر انقلاب- نماد شیر و خورشید از پرچم حذف شد و در تاریخ ۱۰ بهمن ۵۸، پرچم جدیدی با نماد ۸ مشت گره شده و یک الله اکبر در وسط آن، به عنوان پرچم ایران شناخته شد. | [ ۴۴ ] [ ۴۵ ] [ ۴۶ ]                                           |
| ۳۴ |      | جمهوری اسلامی ایران (۱۹۷۹ م)            | دودمان پهلوی بر سر کار | ایران تهران                                | پس از آن به تاریخ ۱۵ اردیبهشت ۱۳۵۹ نشان جدیدی برای پرچم ایران طراحی شد و در نهایت در ۹ مرداد ۱۳۵۹ پرچم جدید ایران که تا کنون تغییری نکرده‌است، طراحی و رسماً به عنوان پرچم ایران معرفی شد. | [ ۴۷ ] [ ۴۸ ]                                                  |
| ۳۷ |      | عراق (۲۰۰۴ م)                           | پادشاهی عراق بر سر کار | عراق بغداد                                 | پس از سقوط صدام حسین، رهبر بعث عراق، حکومت حالت شیعی به خود گرفت و شروع به تغییر نمادهای مربوط به صدام کرد؛ پرچم ملی عراق نیز یکی از این تغییرات بود. در این تغییر، دو نوار آبی به عنوان نماد دو رود دجله و فرات و رنگ زرد به عنوان نماد اقلیت کرد عراق و رنگی سفید به همراه نماد هلال به عنوان نماد اسلام در نقشه به کار گرفته شد. این نقشه با اعتراضات فراوانی همراه بود و بعد از مدتی کوتاه، تغییر یافت. | [ ۴۹ ] [ ۵۰ ] [ ۵۱ ] [ ۵۲ ]                                    |
| ۳۸ |      | عراق (۲۰۰۴ م)                           | پادشاهی عراق بر سر کار | عراق بغداد                                 | پس از اعتراضات به پرچم جدید عراق، پرچم سابق با تغییر دست خط الله اکبر موجود در آن از دست خط صدام به خط کوفی، جایگزین پرچم جدید شد. این پرچم تا سال ۲۰۰۸ به عنوان پرچم عراق مورد استفاده رسمی قرار می‌گرفت. | [ ۵۳ ]                                                         |
| ۳۹ |      | عراق (۲۰۰۴ م)                           | پادشاهی عراق بر سر کار | عراق بغداد                                 | در سال ۲۰۰۸ مجلس عراق، سه ستاره موجود در پرچم را به عنوان نماد کشورهای سوریه، مصر و عراق از پرچم حذف کرد و تنها الله اکبر را در وسط پرچم نگاه داشت. این پرچم تا کنون پرچم رسمی کشور عراق محسوب می‌شود. | [ ۵۴ ] [ ۵۵ ] [ ۵۶ ]                                           |
| ۴۰ |      | جمهوری دمکراتیک آذربایجان (۱۹۱۸–۱۹۲۰ م) | جمهوری فدرال، دموکراتیک قفقاز جنوبی جمهوری سوسیالیستی آذربایجان شوروی                                                     | آذربایجان باکو، گنجه                       | جمهوری دمکراتیک آذربایجان که بین سال‌های ۱۹۱۸ تا ۱۹۲۰ به قدرت رسید، پرچمی با پس زمینه قرمز و ستاره و ماه در میانه آن را به عنوان پرچم رسمی خود قرار داد. | [ ۵۷ ] [ ۵۸ ] [ ۵۹ ]                                           |
| ۴۱ |      | جمهوری آذربایجان (۱۹۹۰ م)               | جمهوری فدراتیو سوسیالیستی قفقاز جنوبی شوروی بر سر کار                                                                     | آذربایجان باکو                             | جمهوری آذربایجان در سال ۱۹۹۰ پایه‌ریزی شد و پس از آن در همان سال پرچم سه رنگ آبی، قرمز و سبز (آبی نماد ترک بودن، رنگ سرخ نماد دموکراسی و مدرنیته و رنگ سبز نماد اسلام و مدنیت) به همراه نماد هلال ماه و ستاره به عنوان پرچم ملی، نظامی و تجاری این حکومت معرفی شد. | [ ۶۰ ] [ ۶۱ ] [ ۶۲ ] [ ۶۳ ]                                    |
| ۴۲ |      | حکومت اود (۱۷۲۲–۱۸۵۶ م)                 | امپراتوری گورکانی، کمپانی هند شرقی بریتانیا راج بریتانیا، حکومت کمپانی هند شرقی بر هندوستان                               | هند فیض‌آباد، لکهنو                         | سر سلسله این حکومت، سعادت علی خان بود. این حکومت توسط عده‌ای از درباریان حاضر در دربار مغول‌های هند تأسیس شد. | [ ۶۴ ] [ ۶۵ ] [ ۶۶ ]                                           |
| ۴۳ |      | حکومت رام‌پور (۱۷۷۴–۱۹۴۷ م)              | امپراتوری گورکانی جمهوری هند                                                                                              | هند رامپور                                 | | [ ۶۷ ] [ ۶۸ ] [ ۶۹ ] [ ۷۰ ]                                    |

## پرچم حکومت‌های محلی مناطق شیعه‌نشین
| ر | پرچم | نام حکومت                 | حکومت پیشین پسین                  | جغرافیا پایتخت       | تاریخ تأسیس فروپاشی      | منبع                 |
| - | ---- | ------------------------- | --------------------------------- | -------------------- | ------------------------ | -------------------- |
| ۱ |      | حکومت هنزه                | راج بریتانیا قلمرو پاکستان        | پاکستان گلگت-بلتستان | ۱۲۰۰ ۲۴ سپتامبر ۱۹۷۴     | [ ۷۱ ] [ ۷۲ ] [ ۷۳ ] |
| ۲ |      | جمهوری خودگردان تالش-مغان | جمهوری آذربایجان                  | آذربایجان لنکران     | ۲۱ ژوئن ۱۹۹۳ ۲۳ اوت ۱۹۹۳ | [ ۷۴ ] [ ۷۵ ] [ ۷۶ ] |
| ۳ |      | جمهوری خودمختار نخجوان    | جمهوری شوروی سوسیالیستی بر سر کار | آذربایجان نخجوان     | ۹ فوریه ۱۹۲۴ تا کنون     | [ ۷۷ ] [ ۷۸ ] [ ۷۹ ] |